# The Buried Life
The Buried Life è un reality show statunitense prodotto da MTV.

## Trama
La serie è incentrata su quattro amici (Ben, Jonnie, Duncan e Dave) che viaggiano per tutto il Nord America su un autobus viola, che chiamano "Penelope", per completare una lista di "100 cose da fare prima di morire". Per ogni punto che cercano di cancellare dalla loro lista, aiutano una persona estranea a realizzare un suo sogno. Ovunque vadano, pongono alla gente la domanda: Cosa vuoi fare prima di morire?

## Cast
- Dave Lingwood è il "ragazzo divertente" e ottimista del gruppo; che si è sposato durante il programma (n.91).
- Ben Nemtin è il "capobanda" del gruppo e l'agente del gruppo, nonché il narratore nella prima stagione.
- Duncan Penn è il "business manager" e la voce della ragione del gruppo. Duncan si è laureato con lode in Business nel 2007.
- Jonnie Penn è il "ragazzo idea" del gruppo, così come il cameraman e montatore principale. È il fratello minore di Duncan.

## La lista
- 1.) Aprire il notiziario delle sei
- 2.) Guidare una parata
- 3.) Farsi un tatuaggio
- 4.) Iniziare un ballo in un'area pubblica
- 5.) Scendere da una montagna con una longboard
- 6.) Partecipare a un party alla Playboy Mansion
- 7.) Giocare in una vera partita di NBA
- 8.) Montare un toro
- 9.) Distruggere un computer
- 10.) Imparare a volare
- 11.) Ottenere una laurea
- 12.) Calciare un field goal
- 13.) Aiutare qualcuno a costruire una casa
- 14.) Farsi crescere i baffi
- 15.) Apparire sulla copertina di Rolling Stone
- 16.) Attraversare il Nord America
- 17.) Iniziare una ola
- 18.) Raccontare una barzelletta in un programma serale televisivo
- 19.) Scrivere un libro
- 20.) Far passare in radio una canzone scritta da noi
- 21.) Diventare un ministro
- 22.) Conoscere la più bella ragazza che abbiate mai visto e baciarla
- 23.) Imparare a suonare uno strumento
- 24.) Andare a un concerto rock, nudi
- 25.) Risolvere un crimine e catturare il colpevole
- 26.) Dire a un giudice: "Vuoi la verità? Non puoi avere la verità!"
- 27.) Dare 100$ a uno sconosciuto
- 28.) Mandare un messaggio in una bottiglia
- 29.) Urlare più forte possibile
- 30.) Fare una donazione in beneficenza
- 31.) Tagliare il nastro a un'inaugurazione
- 32.) Far prendere il tuo posto a qualcun altro
- 33.) Partecipare a una gara di krumping
- 34.) Pagare la spesa di qualcuno
- 35.) Cantare l'inno nazionale in uno stadio pieno
- 36.) Fare il primo lancio in una partita di Major League
- 37.) Vincere e urlare "Bingo!" al Bingo
- 38.) Baciare la Stanley Cup
- 39.) Disegnare un cappellino da baseball e farlo comprare a 50 persone
- 40.) Fare la prima pagina di un quotidiano
- 41.) Fare un brindisi al matrimonio di uno sconosciuto
- 42.) Essere ospitati in uno show di cucina
- 43.) Diventare cavaliere per un giorno
- 44.) Prendere qualcosa e mangiarlo
- 45.) Dormire nella casa di un ricercato per una notte
- 46.) Fare uno sketch con Will Ferrell
- 47.) Entrare nel libro dei Guinness World Records
- 48.) Accettare una sfida
- 49.) Portare uno sconosciuto fuori a cena
- 50.) Irrompere nudi in un campo (streaking)
- 51.) Scalare una grande montagna
- 52.) Andare a un appuntamento al buio
- 53.) Iniziare uno show televisivo
- 54.) Donare il sangue
- 55.) Baciare Rachel McAdams
- 56.) Scrivere un articolo per una pubblicazione importante
- 57.) Trascorrere una settimana in silenzio
- 58.) Vedere un corpo morto
- 59.) Chiedere di uscire alla ragazza dei tuoi sogni
- 60.) Andare con il parapendio
- 61.) Disegnare un murale
- 62.) Partecipare a una manifestazione
- 63.) Avviare un'attività di successo
- 64.) Visitare la prigione di Folsom (California)
- 65.) Imparare a navigare
- 66.) Alloggiare alla Playboy Mansion
- 67.) Fare un discorso importante
- 68.) Nuotare con gli squali
- 69.) Spaccare una chitarra sul palco
- 70.) Partecipare a una partita di calcio saponato
- 71.) Regalare a un bambino un buono spesa in un negozio di giocattoli
- 72.) Organizzare una festa a sorpresa
- 73.) Girare un video musicale
- 74.) Assistere al parto di un bambino
- 75.) Accumulare un milione di dollari
- 76.) Andare su una slitta trainata dai cani
- 77.) Andare al Burning Man
- 78.) Innamorarsi
- 79.) Ballare con Ellen DeGeneres
- 80.) Incontrare i The Lonely Island
- 81.) Fare un tour con una band importante
- 82.) Vincere un premio
- 83.) Raccogliere 100$ con un'esibizione di strada
- 84.) Correre una maratona
- 85.) Organizzare il party più pazzo di sempre
- 86.) Fare una lezione in una scuola elementare
- 87.) Saldare il mutuo dei nostri genitori
- 88.) Scappare da un'isola deserta
- 89.) Provare l'assenza di gravità
- 90.) Andare sulle montagne russe
- 91.) Sposarsi (a Las Vegas)
- 92.) Imparare a surfare
- 93.) Andare nel deserto con una dune buggy
- 94.) Fare una festa con una rock star
- 95.) Giocare a basket con il Presidente Obama
- 96.) Allestire un chiosco delle limonate
- 97.) Partecipare a un combattimento
- 98.) Cavalcare dei cavalli
- 99.) Essere ospiti Saturday Night Live
- 100.) Andare nello spazio